# 韋羅妮卡·斯捷潘諾娃
韋羅妮卡·斯捷潘諾娃（俄语：Вероника Степанова，2001年1月4日—），俄羅斯越野滑雪運動員，她代表俄羅斯奧林匹克委員會隊參加了中國舉行的2022年冬季奧林匹克運動會，並且在女子4×5公里接力比賽上獲得金牌。
2023年4月15日，乌克兰针对351名个人和254个实体组织实施一项新的制裁法令，他因支持俄罗斯入侵乌克兰而被列入制裁名单。